# Трoјица из Простоквашина
Трoјица из Простоквашина (рус. Трое из Простоквашино) краткометражни је цртани филм на руском језику из 1978. године. Сценарио је настао по мотивима приче Едуарда Успенског "Чика Фјодор, пас и мачка". Један је од најпопуларнијих анимационих филмова међу руским гледаоцима.

## Заплет филма
Главни јунак је мали дечак Фјодор, кога зову „Чика Фјодор” због његове самосталности. Родитељи му не дозвољавају да држи мачка Матроскина код куће. Као резултат тога, дечак је одлучио да заједно са мачком да побегне у село Простоквашино, где их чека пуно авантура.

## Гласови
- Марија Виноградова — Чика Фјодор
- Олег Табаков — мачак Матроскин
- Лев Дуров — пас Шарик
- Валентина Тализина — Фјодорова мајка
- Герман Качин — Фјодоров отац
- Борис Новиков — поштар Печкин

## Наставци
Наставак приче о Чика Фјодору и његовим пријатељима, Одмори у Простоквашину је објављен 1980. године, а 1984. године и трећи, Зима у Простоквашину.
Од 2018. године излази серија Простоквашино.